# Ike Gyokuran
Ike Gyokuran (池玉瀾?, Ike Gyokuran; Kyoto, 1727 – 1784) è stata una pittrice e poetessa giapponese, esponente della scuola Bujinga.
Chiamata con il nome Machi (町) dai suoi genitori, le è stato in seguito attribuito, probabilmente dal suo insegnante Yanagisawa Kien (1707–1758), il nome d'arte Gyokuran. Negli anni cinquanta del 1700 ha sposato Ike no Taiga, dal quale ha preso il nome di famiglia, ma è anche nota con il suo cognome da nubile, Tokuyama.

## Biografia
Gyokuran è nata a Kyoto nel 1727, figlia illegittima di un samurai attendente per lo Shōgun Tokugawa di nome Tokuyama, e di una poetessa waka di nome Yuri, che gestiva una casa da tè a Kyōto. Yuri stessa era figlia di Kaji, un'altra famosa poetessa waka. Quando l'amante Tokuyama, venne richiamato a Tōkyō (ai tempi, Edo) dallo shogun, Yuri decise di non seguirlo per evitare di essergli un peso, e rimase quindi a Kyōto a crescere la figlia da sola. Gyokuran impara la poesia dalla madre e studia pittura con Yanagisawa Kien, ma è Ike no Taiga, l'uomo che poi sposerà, a far nascere in lei la passione per la pittura in stile cinese nota come Nanga (南画, pittura del sud), o Bujinga (文人画, pittura per letterati). Fu proprio la madre, Yuri, a notare il talento del giovane Taiga, che ai tempi vendeva i suoi ventagli dipinti nel quartiere di Gion, e a incitare la figlia a interessarsi al suo lavoro. Gyokuran insegnò a Taiga la poesia waka e dopo il matrimonio visse nella capanna della madre, nel quartiere di Gion, partecipando alle lezioni di Reizei Tamemura, precedentemente insegnante anche della madre Yuri. Successivamente, furono pubblicate innumerevoli raccolte di poesie scritte da Gyokuran.
La coppia non ebbe mai figli, e fu conosciuta principalmente per la propria eccentricità. Insieme crearono numerose opere d'arte e si esibirono in vari spettacoli musicali. Questo tipo di rapporto risultò molto atipico in un periodo storico in cui le donne non erano molto considerate in società.
Dopo la sua morte, avvenuta nel 1784, non fu seppellita vicino al marito, bensì nel sito riservato alla famiglia materna.

## Stile

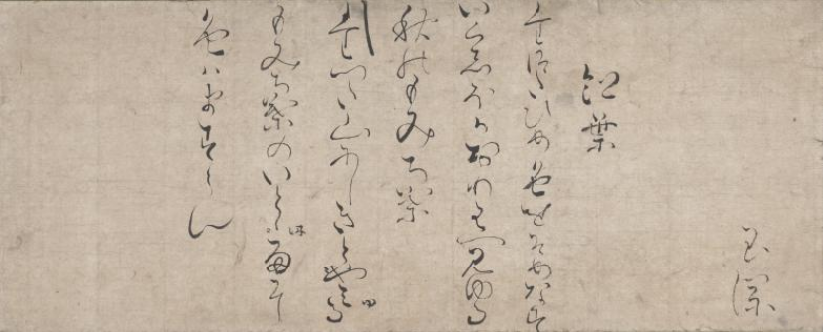
Due waka sulle foglie di Acero sul monte Tatsuta, pergamena decorativa, inchiostro su carta, 15.9x39.7 cm. Collezione privata.

Nella produzione poetica, Gyokuran è influenzata dalla madre Yuri e dal maestro Tamemura. Le opere di calligrafia sono caratterizzate da tratti di vari spessori e da uno stile più libero e simile a quello di Yuri, mentre la composizione stabile e controllata evidenzia gli insegnamenti di Tamemura e un talento più consapevole. Nei suoi testi, Gyokuran tende ad essere più oggettiva e a esprimere una descrizione più vivida degli scenari, in contrapposizione alla nonna Kaji e alla madte Yuri, che invece erano più passionali ed emotive.

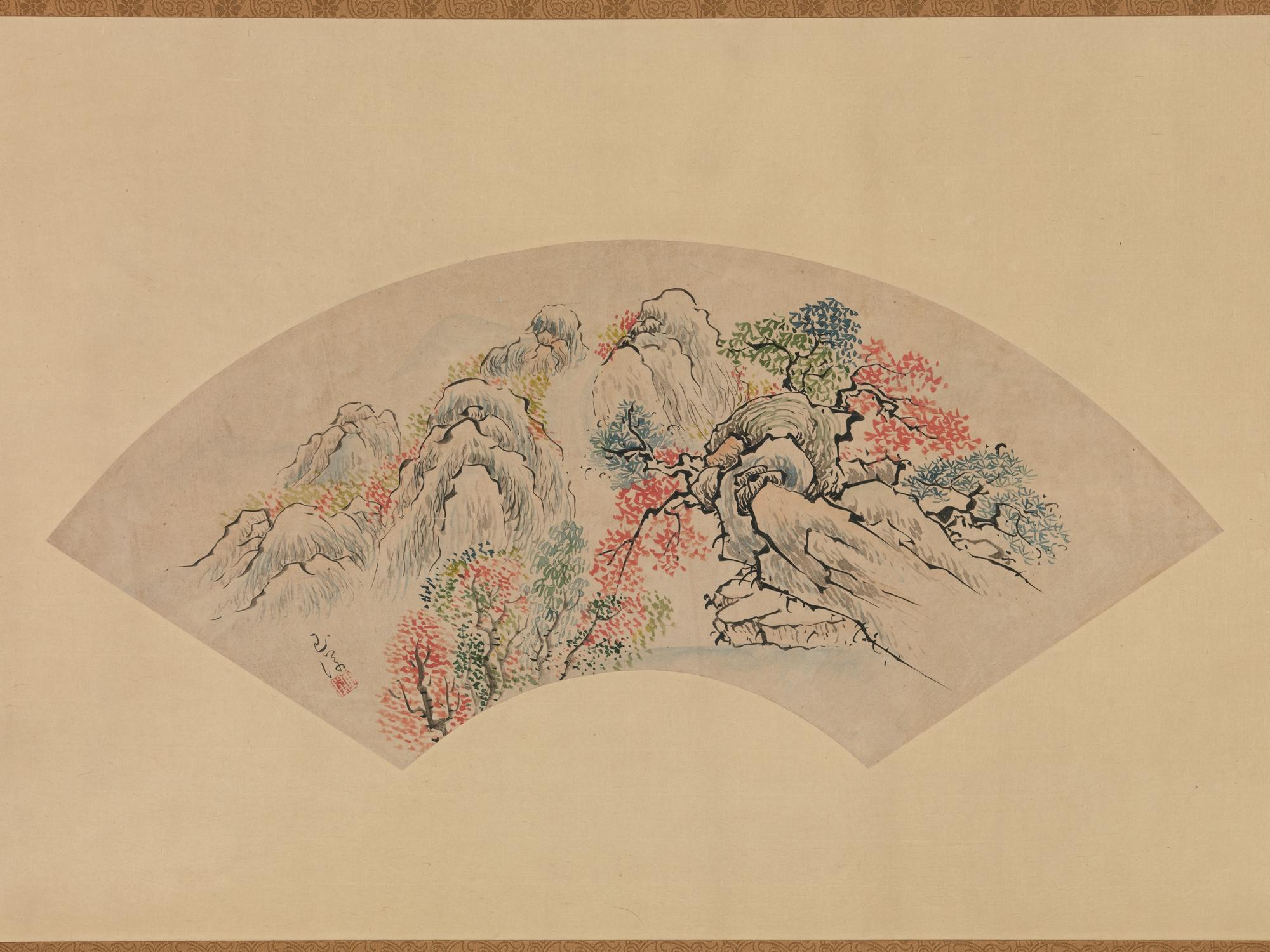
Ike Gyokuran, ventaglio usato come pergamena decorativa; inchiostro e colore su carta. Metropolitan Museum of Art.

Nelle sete dipinte, decorate con uccelli e fiori, tipici dell'arte cinese, è visibile l'influenza del maestro Kien; più in generale lo stile pittorico di Gyokuran fu influenzato da quello del marito. Almeno metà dei suoi lavori furono ventagli dipinti, un formato in cui sia lei che il marito eccellevano. Gyokuran era solita decorare i propri dipinti con poesie, combinando lo stile nanga con i suoi waka in una maniera unica, che la rende nota storia dell'arte del suo paese.
Come Taiga, anche Gyokuran amava dipingere i cosiddetti "quattro gentiluomini", ovvero il bambù, i fiori di susino, le orchidee e i crisantemi, tutti soggetti da tempo amati anche dagli artisti cinesi, che li associavano alle virtù dell'uomo saggio. Gyokuran dipingeva il bambù in svariati stili, ma per decorare i ventagli preferiva che la foglia avesse un'inusuale forma triangolare, combinata con pochi, esili rami. Sia Taiga che Gyokuran mostravano grande controllo del pennello e dell'inchiostro, e utilizzavano carta ricoperta di polvere di mica, in modo che l'inchiostro, asciugandosi, assumesse svariate sfumature. Laddove i ventagli di Taiga trasmettono esuberanza e dinamismo, le foglie esili di Gyokuran, spesso usate per incorniciare composizioni waka, trasmettono eleganza e serenità.
Gyokuran decorava i ventagli anche con paesaggi, come ad esempio nella Veduta sulla baia di Akashi, nel quale divide equamente lo spazio tra poesia e pittura. La natura è resa in maniera semplice, con tre file di alberi a forma di ombrello che si estendono orizzontalmente sul ventaglio, e sopra una leggera sfumatura che identifica l'acqua. Il poema inizia dalla metà del ventaglio e decora la parte sinistra. La terza riga inizia con il carattere "Luna" (月), collocato dove la luna dovrebbe illuminare la baia.
Gyokuran conservò fino alla propria morte un album lasciatole dal marito, poi pubblicato nel 1804. Questi dipinti mostrano quanto avesse assimilato lo stile di Taiga per quanto riguarda i dipinti su larga scala. Sebbene entrambi dessero spesso consistenza ai loro paesaggi con sottili linee ondulate (dette a coda di bue), quelle di Gyokuran, furono meno elaborate, e spezzate frequentemente da linee esterne più spesse, dando vita a forme più contenute. Gyokuran, inoltre, realizzava più puntini e dipingeva meno vegetazione, per cui il risultato finale risulta meno giocoso e con meno tratti fini a se stessi. Ill suo stile rimane comunque molto elaborato; lo studioso Kyoko Kinoshita lo definisce barocco, sia nella composizione che nel tratto, non solo per le linee a coda di bue, ma anche per le forme geometriche particolari.

## Le tre donne di Gion
Gyokuran, la madre Yuri e la nonna Kaji sono passate alla storia come "le tre donne di Gion", dal nome del quartiere di Kyōto in cui vivevano e mantenevano la casa da tè. Gyokuran, in particolare, fu un'artista molto affermata in vita. Il suo stile pittorico deriva da quello del marito, ma il senso di libertà che esprime fu chiaramente instillato dalla madre e dalla nonna, protagoniste attive in una società in cui il ruolo della donna era fortemente limitato. Le tre donne erano indipendenti sia a livello finanziario che artistico e fu significativo come dopo la morte del marito, Gyokuran continuasse a dipingere e a gestire la casa da tè di famiglia. I suoi dipinti sono inclusi nelle mostre nanga di tutto il mondo, dove Gyokuran emerge non solo come membro della tradizione Taiga, ma anche come artista indipendente.
Le "tre donne di Gion" sono diventate parte della tradizione artistica giapponese e hanno portato avanti l'antica tradizione waka, divenendo un modello per tutte le donne creative che desiderano mantenere la propria indipendenza. Gyokuran, in particolare, divenne anche un'affermata pittrice nanga e sviluppò un proprio stile artistico in cui la pittura in stile cinese veniva integrata dalla poesia in stile giapponese.

## Fortuna
Per le loro realizzazioni artistiche e letterarie, le tre sono ricordate fra le personalità più ammirate del periodo Edo. Nel 1910 fu pubblicata una raccolta delle loro poesie con il titolo di Gion Sanjo Kashu (祇園三女歌集,  Raccolta di poesie delle tre donne di Gion). Ogni anno, inoltre, in occasione della parata per il Jidai Matsuri, una delle feste religiose più importanti di Kyōto, giovani donne si travestono da Ike Gyokuran e sfilano orgogliose.